# 경상북도립의성공공도서관
경상북도립의성공공도서관은 경상북도 의성군 소재의 도립 도서관이다.

## 연혁
- 1973.08.07 개관(의성군립도서관)
- 1992.04.24 경상북도립의성공공도서관 명칭 변경
- 1995.07.01 증축 개관
- 2002.10.20 디지털자료실 개실
- 2003.03.01 경상북도평생학습관 지정
- 2003.11.25 문화관광부, 2003년도 전국문화기반시설 관리운영평가 도서관 농어촌부문(우수상)수상
- 2007.05.01 디지털자료실 리모델링
- 2007.06.25 홈페이지 재구축
- 2010.12.01 홈페이지 웹접근성 준수 개편
- 2013.11.08 RFID 자료관리시스템 구축